# Kim tự tháp Lepsius XXV
Lepsius XXV là một kim tự tháp nằm trong khu nghĩa trang hoàng gia Abusir tại Ai Cập, nằm ở phía nam kim tự tháp Lepsius XXIV và kim tự tháp Khentkaus II. Kim tự tháp đôi này được xây dựng vào giữa triều đại thứ 5, có thể là thuộc sở hữu của hai hoàng hậu của vua Nyuserre Ini.

## Bối cảnh
Vì không có văn tự nào được tìm thấy với tên của chủ sở hữu kim tự tháp, nên cấu trúc bất thường vẫn chưa thể được xác định chính xác, mặc dù các cuộc khai quật chuyên sâu hiện đã diễn ra. Gợi ý rằng nó được xây dựng dưới triều đại Nyuserre dựa trên vị trí của nó tại Abusir, nơi bị bỏ hoang như một nghĩa địa hoàng gia sau cái chết của Nyuserre. Nó có khả năng được xây dựng cho các thành viên của hoàng gia mở rộng. Sự hiện diện của một bức tượng thạch cao mảnh vỡ của một người phụ nữ cũng như hài cốt xác ướp của một người phụ nữ cho thấy các tượng đài phục vụ chôn cất hai người phụ nữ. Bản chất kép của ngôi mộ cho thấy sự gần gũi đặc biệt của các cá nhân được chôn cất.

## Mộ phía đông (Lepsius XXV/1)

### Kiến trúc
Ngôi mộ lớn hơn có số đo đáy là 27,7 m x 21,53 m và được làm bằng các khối đá vôi trắng lớn. Các bức tường bên ngoài, chỉ được xây thô sơ, có độ nghiêng 78°, điều này cho thấy cấu trúc này có dạng mastaba hoặc đế kim tự tháp, chứ không phải là một kim tự tháp thực sự. Chiều cao không thể được xác định.

### Bên trong
Lối vào buồng lăng là một lối đi xuống từ giữa phía bắc của cấu trúc. Buồng có số đo 4,5 m x 2,7 m và theo hướng bắc-nam. Chiếc quan tài nằm trong một hốc ở phía tây của căn phòng. Mặc dù căn phòng đã bị những kẻ cướp mộ lột trần triệt để, nhưng vẫn có thể tìm thấy hài cốt. Ngoài các bộ phận của hài cốt của một người phụ nữ, những mảnh lọ đá vôi và đồ mộ đã được tìm thấy trong đống đổ nát của căn phòng.

## Mộ phía tây (Lepsius XXV/2)

### Kiến trúc
Đáy của ngôi mộ phía tây nhỏ hơn có kích thước 21,7 x 15,7 m và cũng có độ nghiêng 78°. Do đó, phần này dường như cũng là một cấu trúc giống như kim tự tháp hoặc bị cắt cụt. Không giống như ngôi mộ phía đông, ngôi mộ phía tây được làm bằng đá vôi xám đẽo thô ráp. Nó đã trải qua sự xói mòn nặng nề, do đó chỉ còn lại một vài lớp. Ngôi mộ có lẽ không bao giờ có một lớp đá vôi trắng mịn. Sự phân tầng của khối xây còn sót lại cho thấy ngôi mộ phía tây được xây dựng sau ngôi mộ phía đông.

### Bên trong
Cấu trúc ngầm của lăng mộ phía tây đã bị phá hủy hoàn toàn. Chỉ có phần trên của lối đi xuống, cũng ở phía bắc, và nền móng của buồng lăng mộ tồn tại đến bây giờ. Sự sắp xếp này là điển hình cho kim tự tháp trong thời kỳ này. Trong đống đổ nát của buồng lăng mộ, người ta đã tìm thấy rất ít dấu vết chôn cất của một người phụ nữ, cũng như một đồ mộ duy nhất.

## Phức hợp kim tự tháp
Các cuộc khai quật đã có thể cho thấy rằng không có ngôi đền nào trong khu phức hợp. Khu vực đã được xác định nhầm là một ngôi đền chôn cất, hóa ra là tàn dư của ngôi mộ phía tây. Tuy nhiên, có một nhà nguyện cúng dường ở phía đông của ngôi mộ phía đông. Nhà nguyện này có một lối vào ở góc đông nam dẫn qua tiền đình đến một phòng. Một phần của mái tiền đình vẫn còn nguyên, vì vậy chiều cao của các phòng trong nhà nguyện được biết là khoảng 5 mét. Nhà nguyện ban đầu được ốp bằng đá vôi trắng mịn, có lẽ chưa được trang trí. Vật liệu này gần như đã được khai thác hoàn toàn, nhưng dấu vết vẫn còn trong lòng đất, từ đó cấu trúc của nhà nguyện có thể được xây dựng lại. Trong tàn tích của nhà nguyện, người ta đã tìm thấy những mảnh giấy cói của một danh sách các lễ vật và một mảnh thạch cao của một bức tượng phụ nữ.